# 功勲国家合唱団
功勲国家合唱団（こうくんこっかがっしょうだん）は、朝鮮民主主義人民共和国（北朝鮮）の正規軍の朝鮮人民軍の合唱団。現在の団長は、張龍植（チャン・リョンシク、朝鮮語: 장룡식）（兼首席指揮者）（現在、朝鮮労働党中央委員会候補委員も兼任）。

## 概要
「功勲国家合唱団」は、1947年に設立された朝鮮人民軍協奏団の一部門「朝鮮人民軍合唱団」として、同年、4月30日に「金日成将軍の歌」を最初に公演した。1992年に「朝鮮人民軍功勲合唱団」と改称して1998年9月に朝鮮人民軍協奏団から分離独立した。2004年4月に「朝鮮人民軍功勲国家合唱団」、さらに2007年7月に「功勲国家合唱団」と改称された。朝鮮の声放送の日本語放送では、「功労国家合唱団」となっている。

## 構成など
基本的に、男声合唱、オーケストラ、男声重唱・独唱歌手、指揮者で構成される。近年、女性歌手も独唱・重唱・合唱に加わり、2014年以降は女性演奏家も積極的に登用されるようになっている。楽器も、近年ではエレキギターやエレキベース、シンセサイザー、ドラムスも使用されており、稀に伝統楽器(カヤグムなど)が加わることがある。
◎使用楽器
ヴァイオリン属:メーカーは不明だがドイツ製かと思われる。
トランペット:おそらくメーカーはBach製が大半。
トロンボーン:映像では製造元は目視できなかった。
チューバ:アレキサンダー model163
クラリネット:ドイツ製？一部日本製の物も混じっていると考えられる。
フルート:日本製？
チョデ:朝鮮の伝統楽器。一部キィが設けられているなどモダン化がされている。
篳篥？:おそらく現地製。フルートの隣に配置される。
ハープ:不明
アコーディオン･バヤン: 米EXCELSIOR製　露Jupiter製
ファゴット:ドイツ製？
琵琶？:朝鮮で現代風に改良された形式かと思われる。
ティンパニ:独MAJESTIC社
バスドラム:Ludwig(以前) Adams(現代)
◎使用楽器(現代楽器)
ドラムス:5種類が確認されており、年代別に紹介する。
2010以前？〜2012前期→Ludwig Rocker II(赤)
2012→DW collector's (ゴールド)
2013→Roland TD-20x(電子)
2014〜2022→DW collector’s (ゴールド)※別タイプ　Pearl masters premium(ナチュラルメイプル)
Roland TD-30KV(電子)
エレキギター:2012〜2015→Fender jazz?(サテンウッド)
2016〜2022→Fender jaguar(黒)
エレキベース:2012〜2022→Ibanez sound gear
5弦
シンセサイザー:Korg M3 Korg Kronos

## 主な歌手

### 男声
- イム・ドクス(임덕수)　　　　　　　人民俳優、バリトン。朝鮮人民軍協奏団を経て功勲国家合唱団課長を務めた。2011年12月30日に死去。
- キム・ギョンワン(김경완)　　　　　人民俳優。朝鮮人民軍協奏団を経て功勲国家合唱団へ。
- リ・ドンソプ(리동섭)　　　　　　　人民俳優、テノール(洋楽声楽)。朝鮮人民軍協奏団を経て功勲国家合唱団団長を務めた。
- キム・ギヨン(김기영)　　　　　　　人民俳優、バス(洋楽声楽)。万寿台芸術団、朝鮮人民軍協奏団を経て功勲国家合唱団へ。かつて尹伊桑管弦楽団の兼任歌手としても活動した。
- リ・ソンチョル(리성철)　　　　　　人民俳優、テノール(洋楽声楽)。朝鮮人民軍協奏団を経て功勲国家合唱団へ。現在金元均名称音楽総合大学声楽教員。父は革命歌劇「党の真の娘」でミョンホを演じた人民俳優リ・グンテク。
- ソク・チミン(석지민)　　　　　　　人民俳優、バス(洋楽声楽)。朝鮮人民軍協奏団を経て功勲国家合唱団へ。2005年に交通事故で死去。
- ホン・ギョンフン(홍경훈)　　　　　人民俳優、テノール(洋楽声楽)。朝鮮人民軍協奏団を経て功勲国家合唱団へ。現在は再び朝鮮人民軍協奏団所属。
- キム・ミョンホ (김명호) 　　　　　 功勲俳優、バリトン(洋楽声楽)。国立交響楽団、朝鮮人民軍協奏団を経て功勲国家合唱団へ。
- キム・チリョン(김치룡)　　　　　　功勲俳優、バリトン(洋楽声楽)。朝鮮人民軍協奏団を経て功勲国家合唱団へ。
- ファン・リムソン(황림송)　　　　　功勲俳優、バリトン(洋楽声楽)。朝鮮人民軍協奏団を経て功勲国家合唱団へ。
- チョン・グァンホ(정광호)　　　　　功勲俳優、バス(洋楽声楽)。朝鮮人民軍協奏団を経て功勲国家合唱団へ。
- リ・チュンイル(리충일)　　　　　　バリトン。＊同姓同名が2名
- リョム・チャンヒョク(렴장혁)　　　テノール(洋楽声楽)。朝鮮人民軍協奏団を経て功勲国家合唱団へ。
- リ・ヨンリム(리영림)　　　　　　　バリトン(洋楽声楽)。朝鮮人民軍協奏団を経て功勲国家合唱団へ。
- リ・サンス(리상수)　　　　　　　　テノール(洋楽声楽)。朝鮮人民軍協奏団を経て功勲国家合唱団へ。
- キム・ミョンゴル(김명걸)　　　　　テノール(洋楽声楽)。朝鮮人民軍協奏団を経て功勲国家合唱団へ。
- ホ・グァンイル(허광일)　　　　　　テノール(洋楽声楽)。朝鮮人民軍協奏団を経て功勲国家合唱団へ。
- キム・グァンミョン(김광명)　　　　テノール(洋楽声楽)。朝鮮人民軍協奏団を経て功勲国家合唱団へ。
- パク・クムソン(박금성)　　　　　　バリトン(洋楽声楽)。朝鮮人民軍協奏団を経て功勲国家合唱団へ。
- チョン・ヨンマン(정영만)　　　　　テノール(洋楽声楽)。
- キム・ソンミン(김성민)　　　　　　テノール(洋楽声楽)。朝鮮人民軍協奏団を経て功勲国家合唱団へ。
- チェ・ジニョク(ジンヒョク)(최진혁)バリトン(洋楽声楽)。
- リ・ミョンジン(리명진)　　　　　　テノール(洋楽声楽)。
- リ・チョンソン(리청송)　　　　　　テノール(洋楽声楽)。
- イム・ジソン(임지성)　　　　　　　バリトン(洋楽声楽)。
- チェ・ジニョク(최진혁)　　　　　　バリトン(洋楽声楽)。
- カン・ギョンフン(강경훈)　　　　　バリトン(洋楽声楽)。銀河水管弦楽団を経て功勲国家合唱団へ。
- キム・テリョン(김태룡)　　　　　　テノール(洋楽声楽)。銀河水管弦楽団を経て功勲国家合唱団へ。
- リ・ミョンハク(리명학)　　　　　　バリトン(洋楽声楽)。
- シン・ヘソン(신해성)　　　　　　　バス(洋楽声楽)。朝鮮人民軍協奏団を経て功勲国家合唱団へ。

### 女声
- ペク・ミヨン(백미영)　　　　　　　人民俳優、メゾソプラノ(洋楽声楽)。国家重奏団、銀河水管弦楽団を経て功勲国家合唱団へ。
- ファン・ウンミ(황은미)　　　　　　人民俳優、ソプラノ(洋楽声楽)。銀河水管弦楽団を経て功勲国家合唱団へ。
- ハン・ウンジョン(한은정)　　　　　功勲俳優、ソプラノ(民族声楽)。旺戴山芸術団、朝鮮人民内務軍協奏団を経て功勲国家合唱団へ。
- ハム・グムジュ(함금주)　　　　　　ソプラノ(洋楽声楽)。銀河水管弦楽団、朝鮮人民内務軍協奏団を経て功勲国家合唱団へ。＊万寿台芸術団所属歌手とは別人。
- クァク・ウナ(곽은하)　　　　　　　ソプラノ(民族声楽)。万寿台芸術団を経て功勲国家合唱団へ。
- チェ・スヨン(최수영)　　　　　　　ソプラノ(民族声楽)。現在朝鮮人民軍協奏団に在籍。
- ハン・ソンヒ(한송희)　　　　　　　メゾソプラノ(大衆歌謡)。現在平壌映画音楽録音所に在籍。
- シン・ヘヨン(신혜영)　　　　　　　メゾソプラノ(洋楽声楽)。万寿台芸術団を経て功勲国家合唱団へ。
- リャン・シム(량심)　　　　　　　　ソプラノ(洋楽声楽)。
- リ・ウォングム(리원금)　　　　　　ソプラノ(洋楽声楽)。現在朝鮮人民軍協奏団に在籍。
- チャン・ギョンミ(장경미)　　　　　メゾソプラノ(洋楽声楽)。
- チャン・ソルギョン(장설경)　　　　ソプラノ。
- リ・ウンギョン(리은경)　　　　　　ソプラノ(民族声楽)。

など。